# Birkendörfle
Koordinaten: 48° 47′ 30″ N, 9° 10′ 19″ O
Das Birkendörfle ist eine Stuttgarter Wohnsiedlung in der gleichnamigen Sackgasse im Stadtbezirk Stuttgart-Nord. Die Siedlung wurde zwischen 1907 und 1911 von dem Stuttgarter Architekten Karl Hengerer im Stile von Schwarzwaldhäusern erbaut. Durch die Zerstörungen des Zweiten Weltkrieges und moderne Umbauten ging das ursprüngliche Erscheinungsbild der Siedlung größtenteils verloren.

## Lage

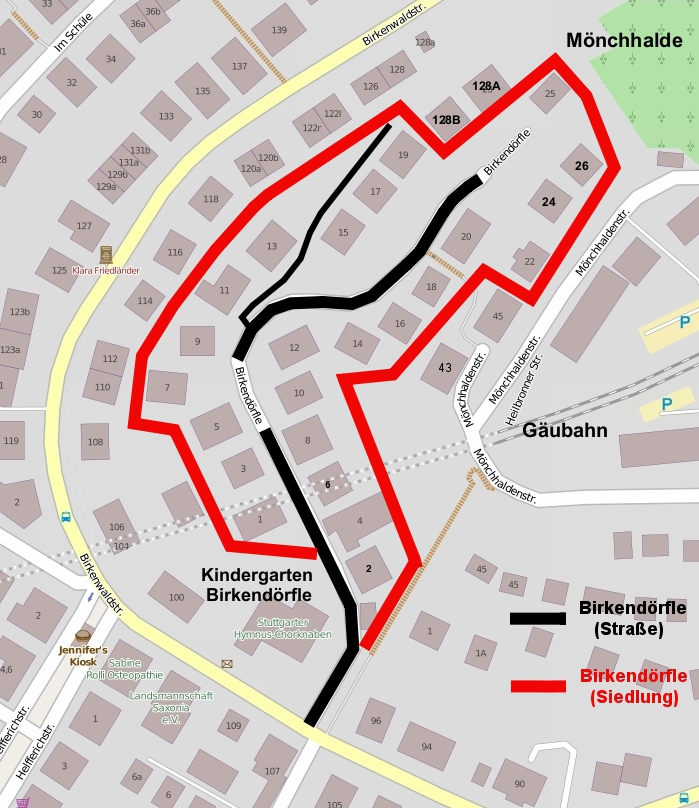
Lageplan, 2014.

Das Birklendörfle ist eine Siedlung und eine Sackgasse im Stadtteil Mönchhalde des Stadtbezirks Stuttgart-Nord. Es liegt an dem steilen Hang eines ehemaligen Steinbruchs und erstreckt sich zwischen der oberen Mönchhaldenstraße und einer weit ausschwingenden Westkurve der oberen Birkenwaldstraße. Im Nordosten wird die Siedlung begrenzt durch das Weinbergfeld der Mönchhalde. Durch seine eingekastelte Lage macht das Birkendörfle tatsächlich den Eindruck eines „Dörfle“ mitten in der Stadt.
Weiträumiger betrachtet liegt das Birklendörfle unterhalb des Killesbergs zwischen dem Bismarckturm im Westen und dem Bürgerhospital im Osten.

## Verlauf
Das Birkendörfle beginnt an der Einmündung in die Birkenwaldstraße. Hier verläuft die Straße anfänglich in nordöstlicher Richtung zwischen dem Kindergarten auf der linken Seite und einer Treppe zur Rechten, die geradeaus hinunter zur Mönchhaldenstraße führt. Nach dem  kurzen Anfangsstück biegt die Straße nach Nordwesten und nach etwa 100 Metern wieder nach Nordosten ab. In der Kurve führt ein schmälerer Seitenast der Straße nach links zu den Häusern 11–19.
Die Straße endet mit den Häusern Nummer 25 und 26 kurz vor dem Weinberg der Mönchhalde. Zwischen den Häusern Nummer 18 und 20 führt eine Treppe hinunter zur Mönchhaldenstraße. Unter dem Birkendörfle hindurch (etwa bei Haus Nummer 2) verläuft unterirdisch in Ost-West-Richtung die Bahnstrecke Stuttgart–Horb, die an der Mönchhaldenstraße in den Untergrund abtaucht und bei der Schottstraße wieder auftaucht.
Die rund 320 Meter lange Straße liegt an einem Hang, der nach Nordosten hin abfällt. Die Straße beginnt im Süden auf einer Höhe von etwa 345 Metern über Normalnull und verläuft abschüssig bis zum anderen Ende, das etwa 320 Meter hoch liegt. Der Hang, an dem die Straße und die Siedlung liegen, beginnt im Westen auf einer Höhe von 350 Metern an der Birkenwaldstraße und fällt ab bis auf 300 Meter an der Mönchhaldenstraße.
Die linke Straßenseite ist ungerade nummeriert und beginnt mit der Hausnummer 1 und endet mit Nummer 25. Die beiden Häuser zwischen Nummer 19 und Nummer 25 müssten eigentlich die Nummern 21 und 23 tragen, gehören aber zur Birkenwaldstraße und tragen die Nummern 128A und 128B. Heute besteht die Straße aus 24 Gebäuden.
| Ansichten des Birkendörfle                                                                    |
| - Haus Birkendörfle 3, Nachkriegsneubau oder -umbau. - Haus Birkendörfle 2, Nachkriegsneubau. |
| - Haus Birkendörfle 10. - Stützmauer der Häuser Birkendörfle 11 und 13.                       |

## Beschreibung
Das Birkendörfle ist ein ruhiges Wohngebiet, das von Eigentümern, Mietern und Freiberuflern bewohnt wird. Die Siedlung besteht aus zwei gestaffelt am Hang gebauten Häuserzeilen mit 24 Einheiten. Eine Sackgasse trennt die Häuserzeilen, so dass die Siedlung in eine obere und untere Hälfte geteilt wird.
Die freistehenden, durchweg drei- bis vierstöckigen Häuser mit großen Gartenanteilen wurden nicht, wie sonst meist bei Siedlungen üblich, einheitlich trauf- oder giebelständig angeordnet. Vielmehr wurden die Gebäude in unregelmäßigen Abständen parallel oder senkrecht zur Straße errichtet, so dass die großzügigen Wohnungen nach der Sonne ausgerichtet werden konnten. Durch die Halbhöhenlage und die aufgelockerte Bebauung ist die Aussicht unverbaubar.
Ursprünglich zeigten alle Häuser typische Merkmale von Schwarzwaldhäusern und prägten dadurch den Charakter der Siedlung (siehe Gebäude). Die Zerstörungen des Zweiten Weltkriegs und moderne Umbaumaßnahmen führten dazu, dass sich das einstmalige Erscheinungsbild des Birkendörfle heute nur noch erahnen lässt. Die Vorgärten werden zur Straße hin durch Stützmauern bzw. Trennmauern aus Sandstein begrenzt. Ein Teil der Mauern ist auch heute noch von Lattenzäunen bekrönt.

## Verkehr
Als Sackgasse wird das Birkendörfle naturgemäß wenig befahren. Der Autoverkehr beschränkt sich auf Anwohner und Besucher. Die schmale Straße bietet eine Fahrspur und eine Parkspur und schmale Bürgersteige an beiden Seiten.
Über die nahegelegene Haltestelle Helfferichstraße ist das Birkendörfle durch die Buslinie 44 an das öffentliche Nahverkehrsnetz angeschlossen. Die Buslinie beginnt am Killesberg und führt durch die Birkenwaldstraße über die beiden Hauptdrehkreuze Hauptbahnhof und Charlottenplatz bis zum Westbahnhof im Stuttgarter Westen.

## Denkmalschutz
Das Haus Birkendörfle 11 und die Gartenmauern, die aus dem Sandstein des ehemaligen Steinbruchs erbaut wurden, stehen unter Denkmalschutz.

## Geschichte

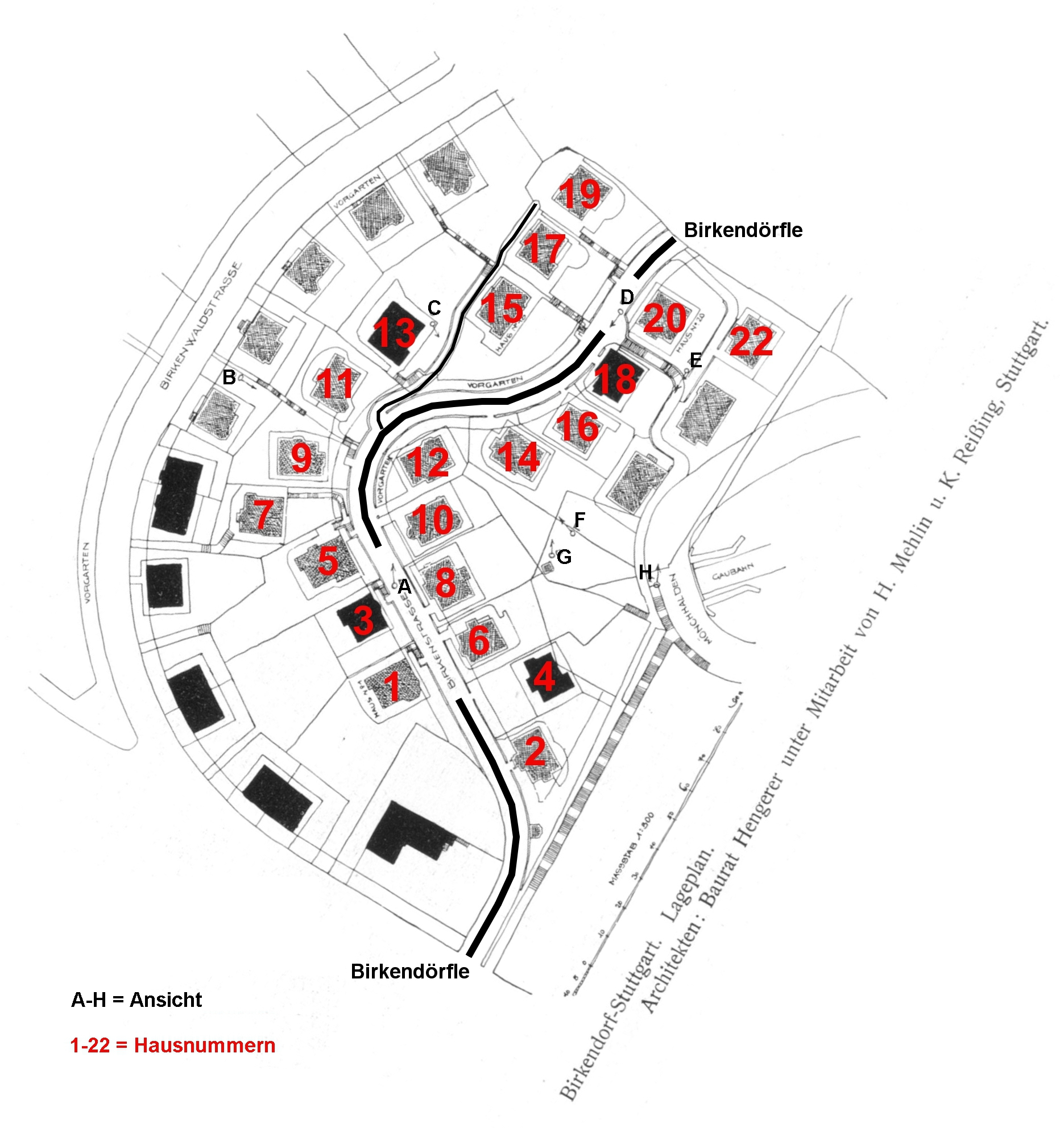
Historischer Lageplan des Birkendörfle, Zeichnung von Karl Hengerer, 1907.
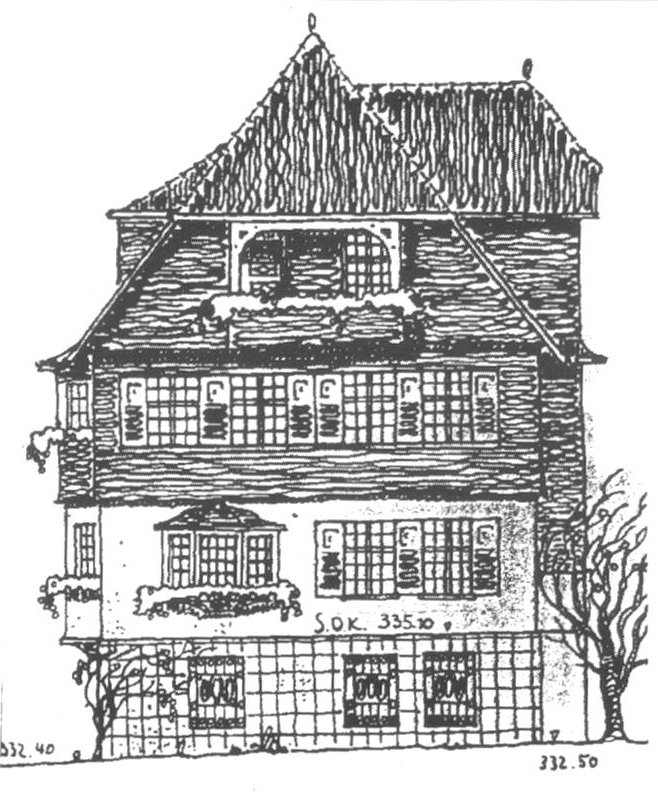
Entwurfszeichnung für das Haus Birkendörfle 12, um 1907.

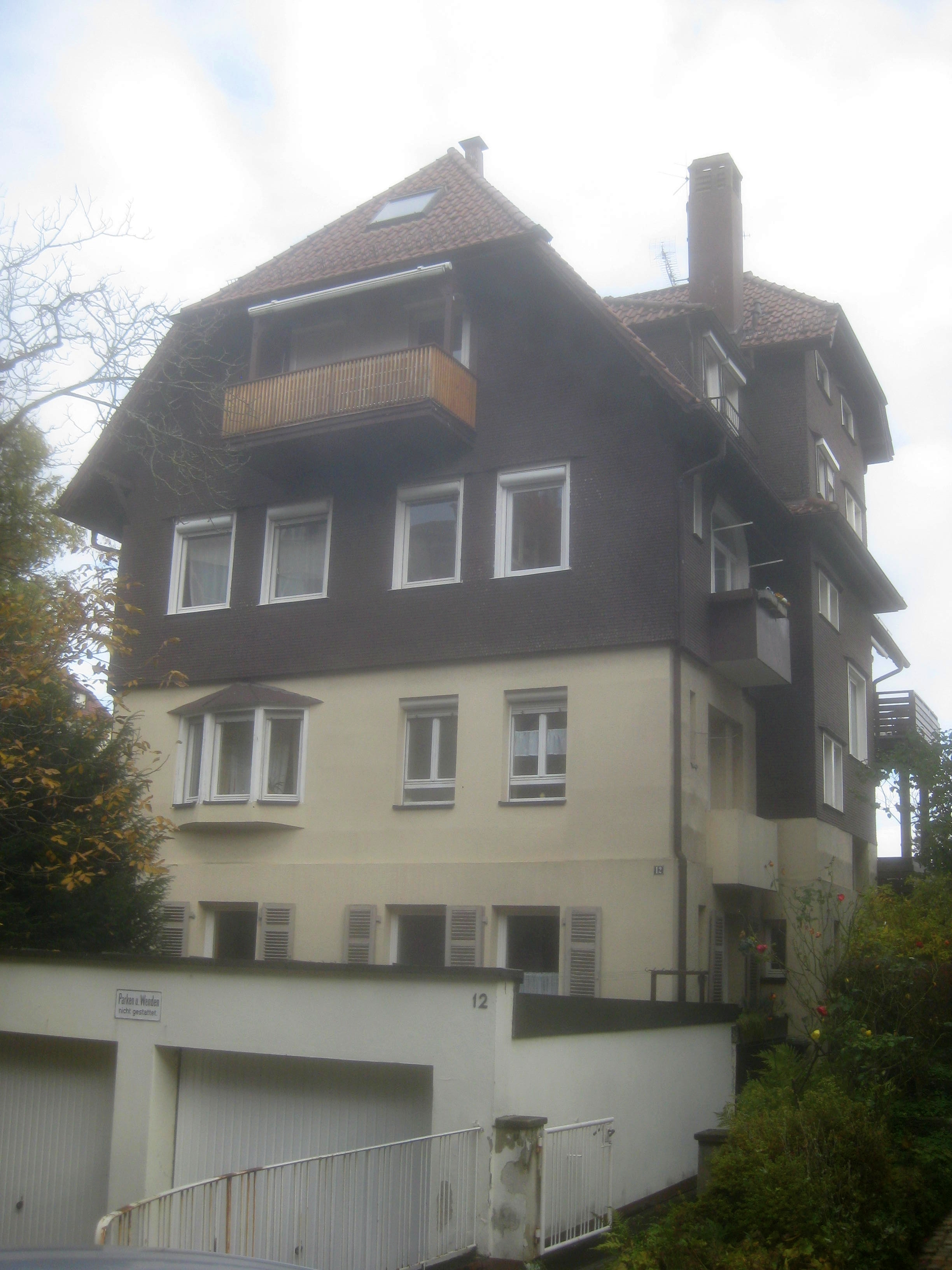
Haus Birkendörfle 12, 2014.
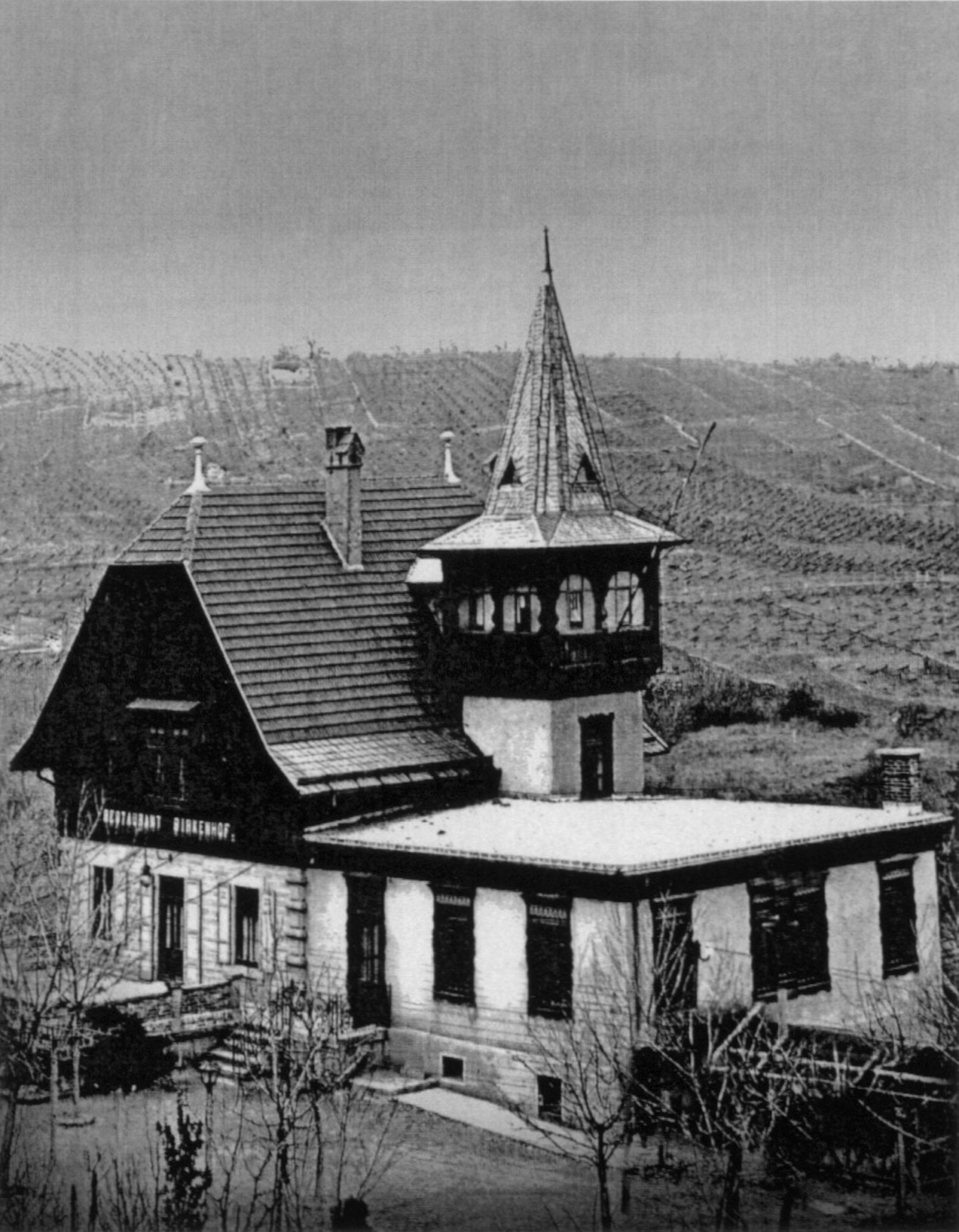
Restaurant Birkenhof, um 1900.

Hinweis: Die historischen Fotos von 1914 (siehe unten) zeigen die Ansichten A–H, die im historischen Lageplan durch Richtungspfeile (○→) gekennzeichnet sind.

### Karl Hengerer
Der Stuttgarter Architekt Karl Hengerer, der Erbauer des Birkendörfle, war einer der „meist beschäftigten Stuttgarter Architekten dieser Zeit“. Er führte im ersten Jahrzehnt des 20. Jahrhunderts nicht nur ein „größeres Baubüro“, sondern betätigte sich auch als Groß-Bauunternehmer und Investor. 1914 verfügte er nach eigenem Bekunden über ein Vermögen von 1,5 Millionen Mark und gehörte damit zu den reichsten Männern Stuttgarts. Er stand in enger Verbindung zu dem Bankier und Sozialreformer Eduard Pfeiffer, der den Verein für das Wohl der arbeitenden Klassen initiiert hatte, dem er über mehrere Jahrzehnte vorstand.
Als Hengerer um 1907 mit der Planung des Birkendörfle begann, hatte er schon eine große Zahl anderer Gebäude errichtet. Außerdem hatte er für den Verein in Zusammenarbeit mit Pfeiffer zwei große Siedlungsprojekte geplant und geleitet (Arbeitersiedlungen Ostheim und Südheim). Von 1906 bis 1909 plante und leitete er die Sanierung der Stuttgarter Altstadt, in deren Verlauf über 80 alte Häuser abgerissen und 33 Gebäude neu errichtet wurden, darunter 26 von Hengerer.

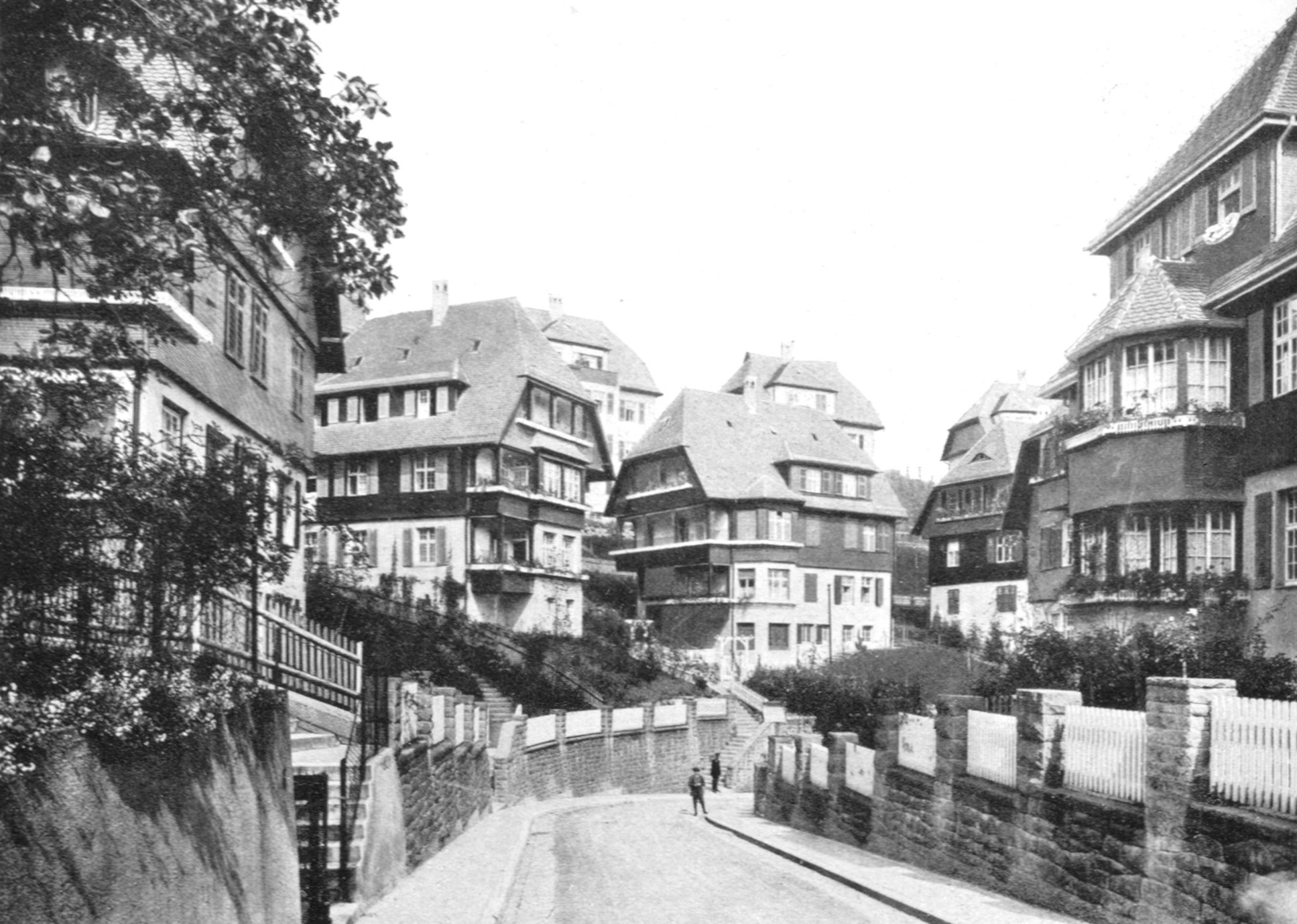
Ansicht A.
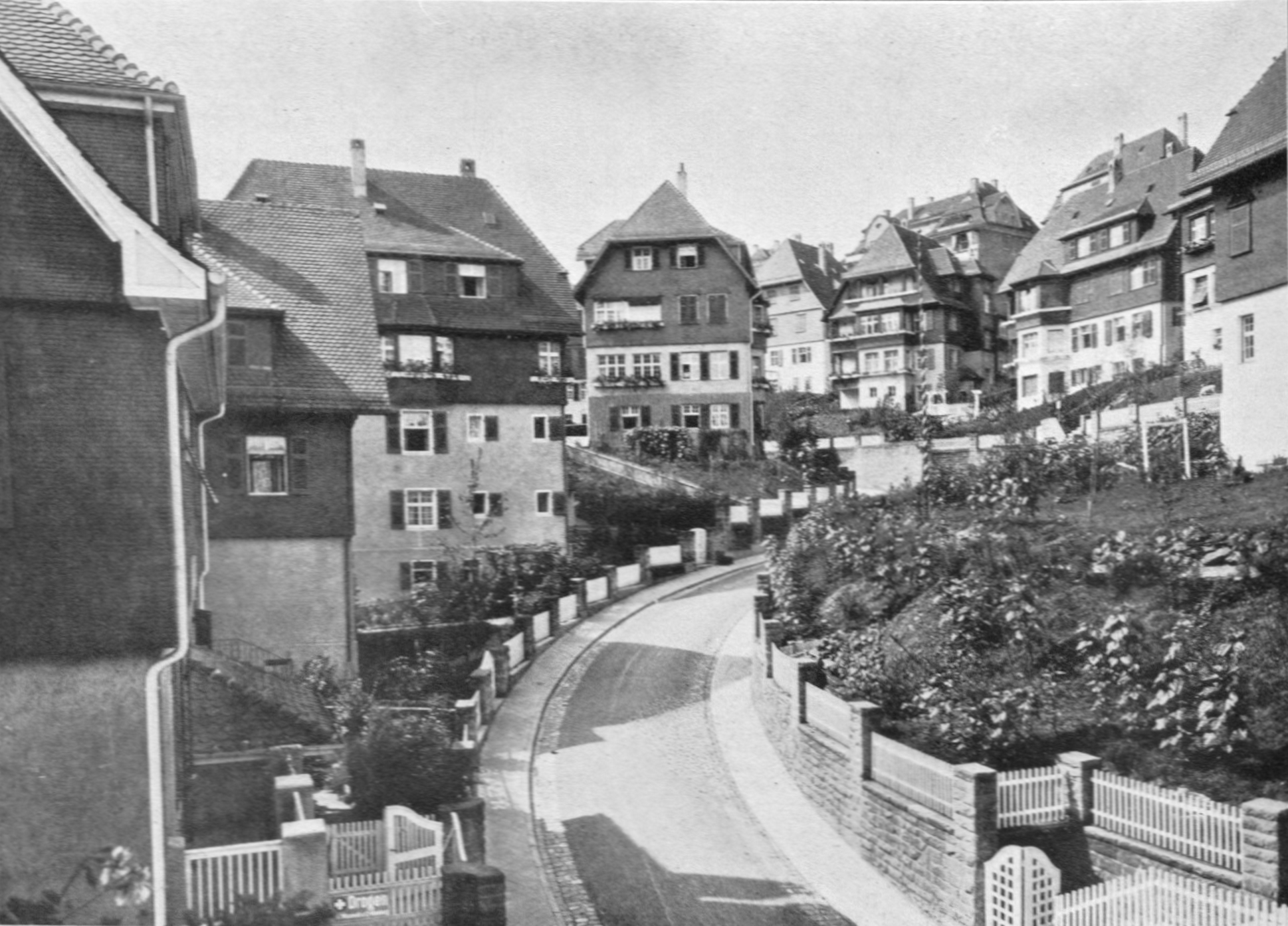
Ansicht D.
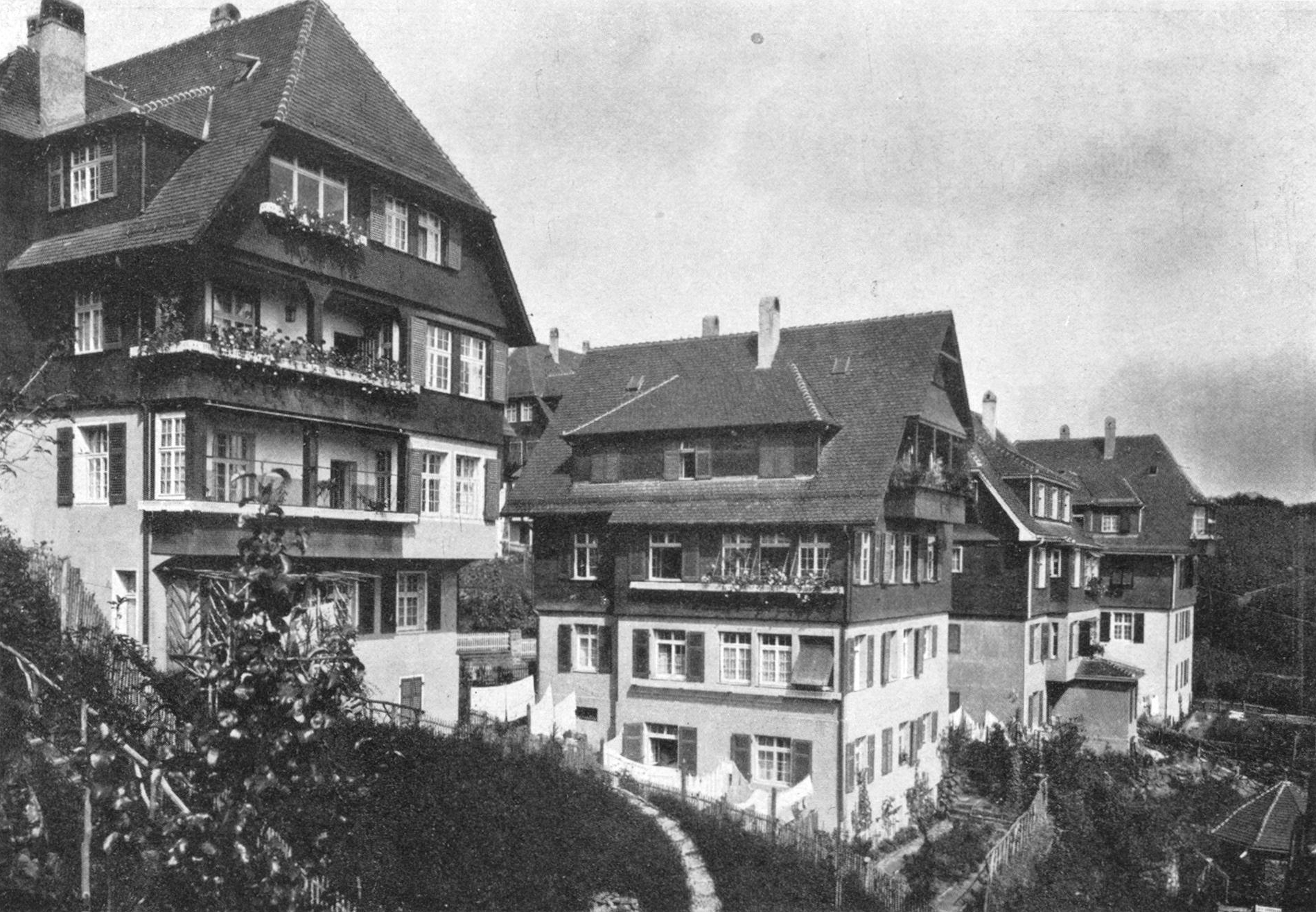
Ansicht G.
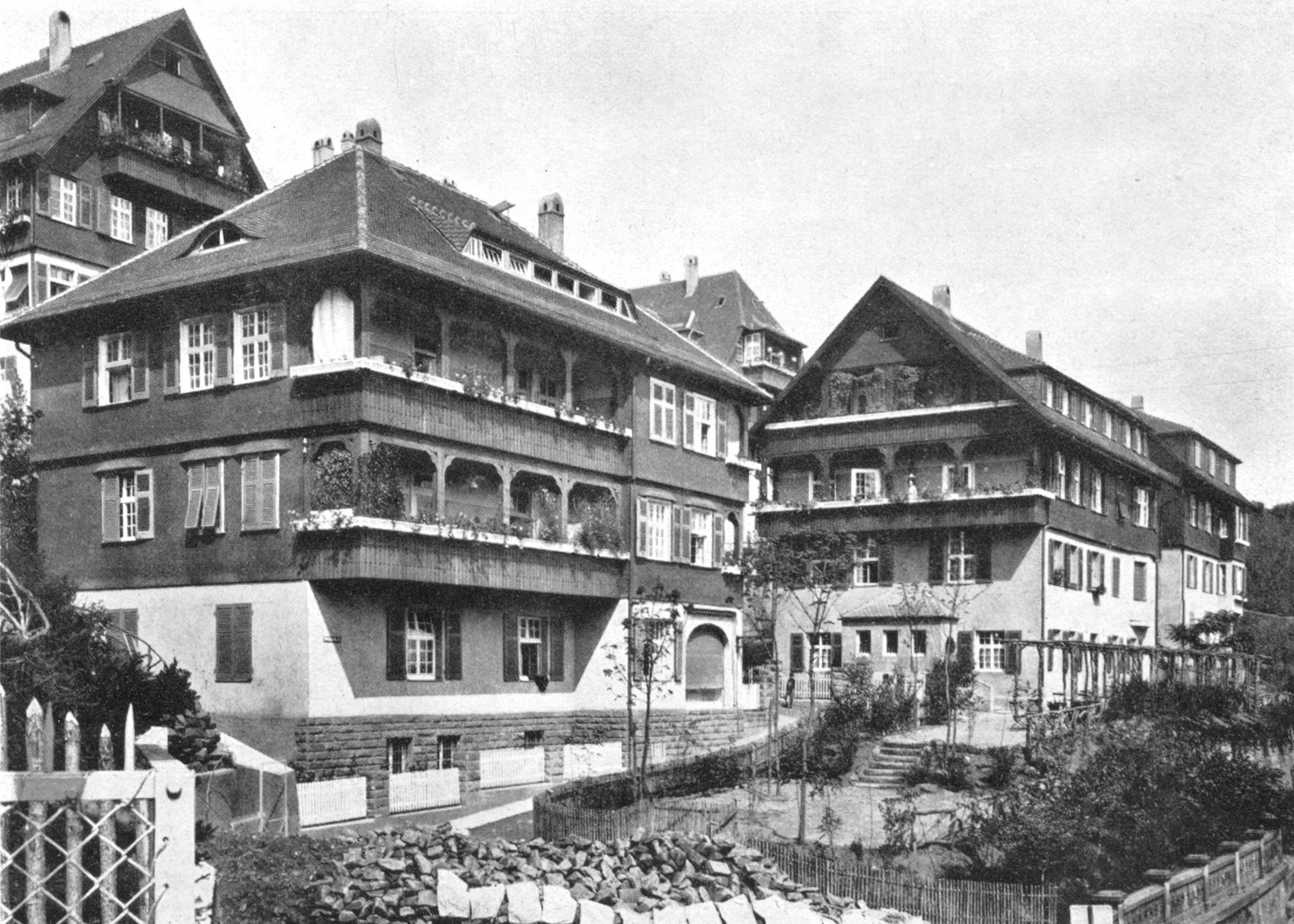
Ansicht H.

### Siedlung
„Während die Planung der Altstadt-Sanierung und des Graf-Eberhard-Baus noch in vollem Gange war, beschäftigte sich Hengerer bereits mit dem nächsten Großprojekt. Wieder auf eigene Rechnung entstand zwischen 1907 und 1911 das »Birkendörfle«, eine Siedlung von 27 freistehenden, villenartigen Zwei- und Dreifamilienhäusern mit großen Gartenanteilen auf einem steilen Hang.“
Das Gelände, einen ehemaligen Steinbruch, erwarb Hengerer günstig von Pfeiffer. Die Häuser in Halbhöhenlage sollten anders als die Bauten der Arbeitersiedlungen gehobene Ansprüche befriedigen. Bernd Langner gibt an, dass „alle Häuser während bzw. kurz nach der Fertigstellung“ verkauft wurden. Nach den Adressbüchern waren jedoch bis 1914 erst vier Häuser von den bis 1911 fertiggestellten 21 Häusern verkauft.

### Gebäude
„Ungewöhnlich war die Gestaltung aller 27 Gebäude in der Art von Schwarzwaldhäusern. Hengerer löste sich von der städtischen Bauweise, präsentierte das Birkendörfle dabei aber keineswegs als Imitation, sondern als freie Übertragung einer von heimatlichen Strukturen inspirierten Architektur.“ Typische Merkmale dieser „Schwarzwaldhäuser“ waren die Krüppelwalmdächer, die Bretterverschalung oder Verschindelung der Obergeschosse, Erker, große, offene Veranden und breite Schleppgauben.
Das im „Nabel“ der Siedlung liegende vierstöckige Haus Nummer 12 reservierte Hengerer für sich selbst und seine zahlreichen Familienmitglieder und Mitarbeiter.
Bereits bevor die Siedlung entstand, befand sich an der Ecke Birkendörfle / Birkenwaldstraße ein repräsentatives Restaurant, das Restaurant Birkenhof (Abbildung oben), an dessen Stelle heute der Kindergarten Birkendörfle steht. In der Vorkriegszeit gab es im Birkendörfle auch einen Kolonialwarenladen (gegenüber Haus Nummer 15). Heute müssen die Birkendörfler zwar ihr „Dörfle“ verlassen, wenn sie essen gehen oder einkaufen wollen, sie finden aber immerhin noch in unmittelbarer Nähe in der Helfferichstraße ein Restaurant und einige Läden.
Im Zweiten Weltkrieg wurden 16 Häuser zerstört, und Haus Nummer 4 wurde später abgerissen. Der Wiederaufbau begann kurz nach dem Krieg und war 1960 beendet. – Anfang der siebziger Jahre sollen RAF-Terroristen in einer Wohngemeinschaft im Birkendörfle gelebt haben, das auf Grund des unübersichtlichen Geländes viele Fluchtmöglichkeiten bietet.

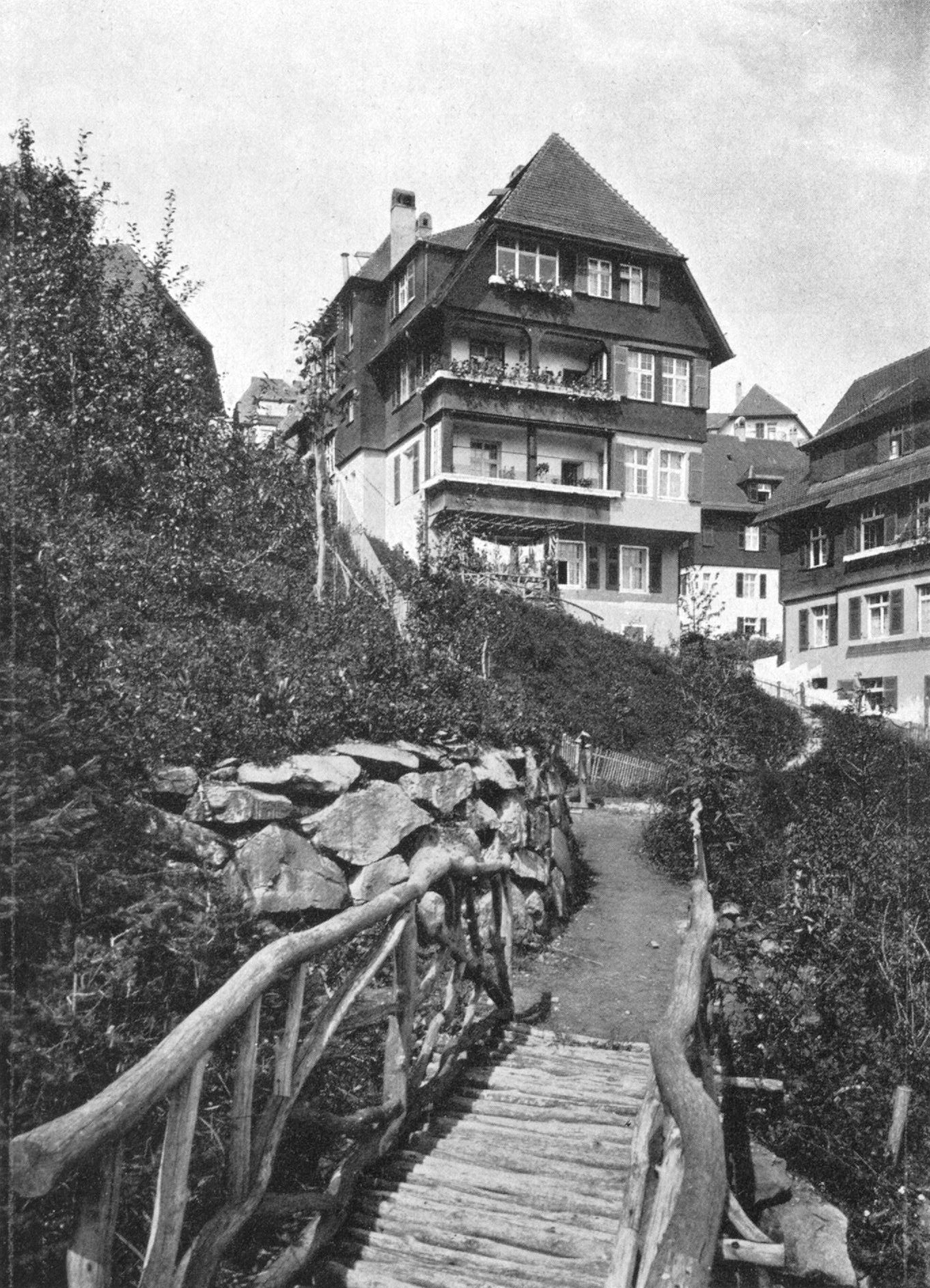
Ansicht B.
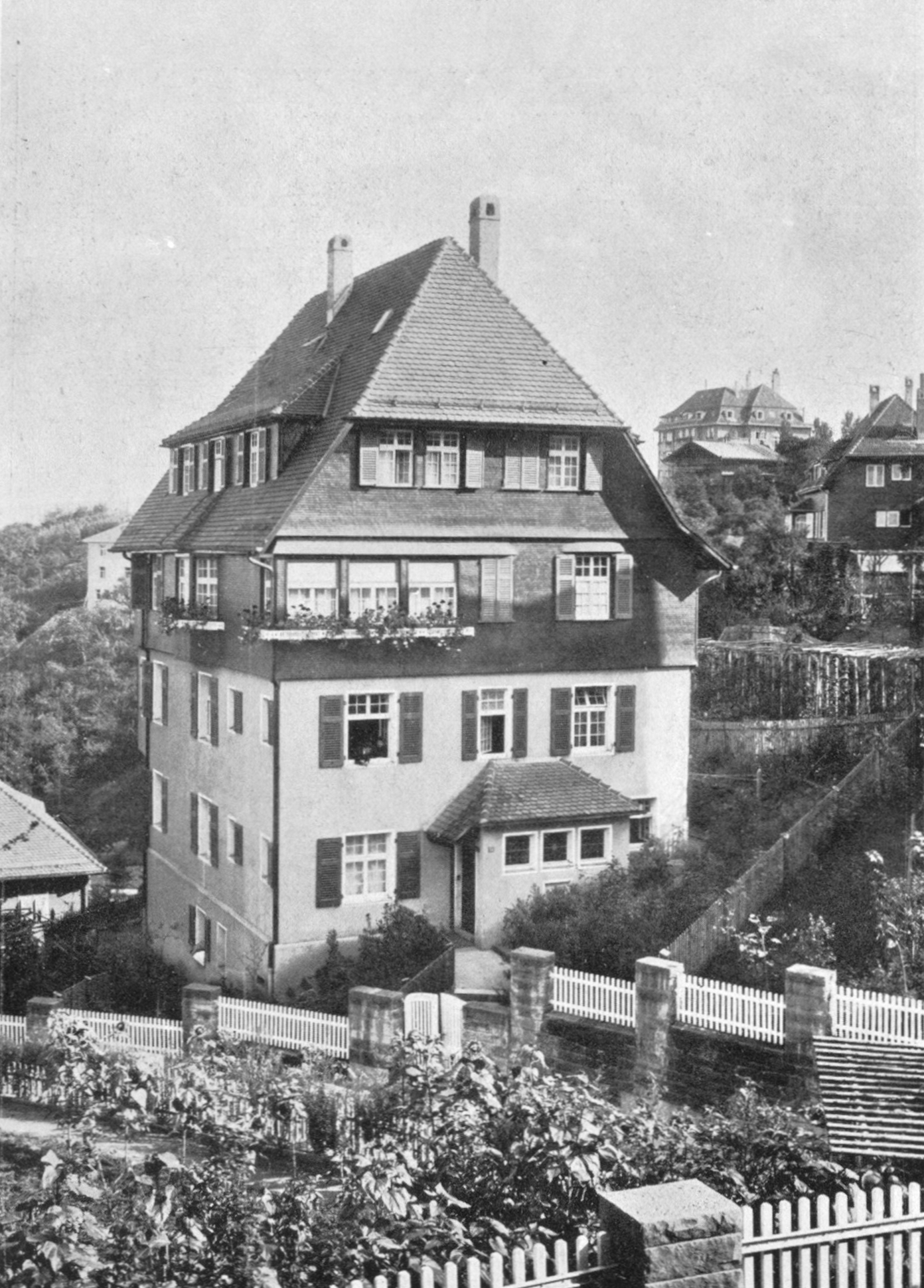
Ansicht C.
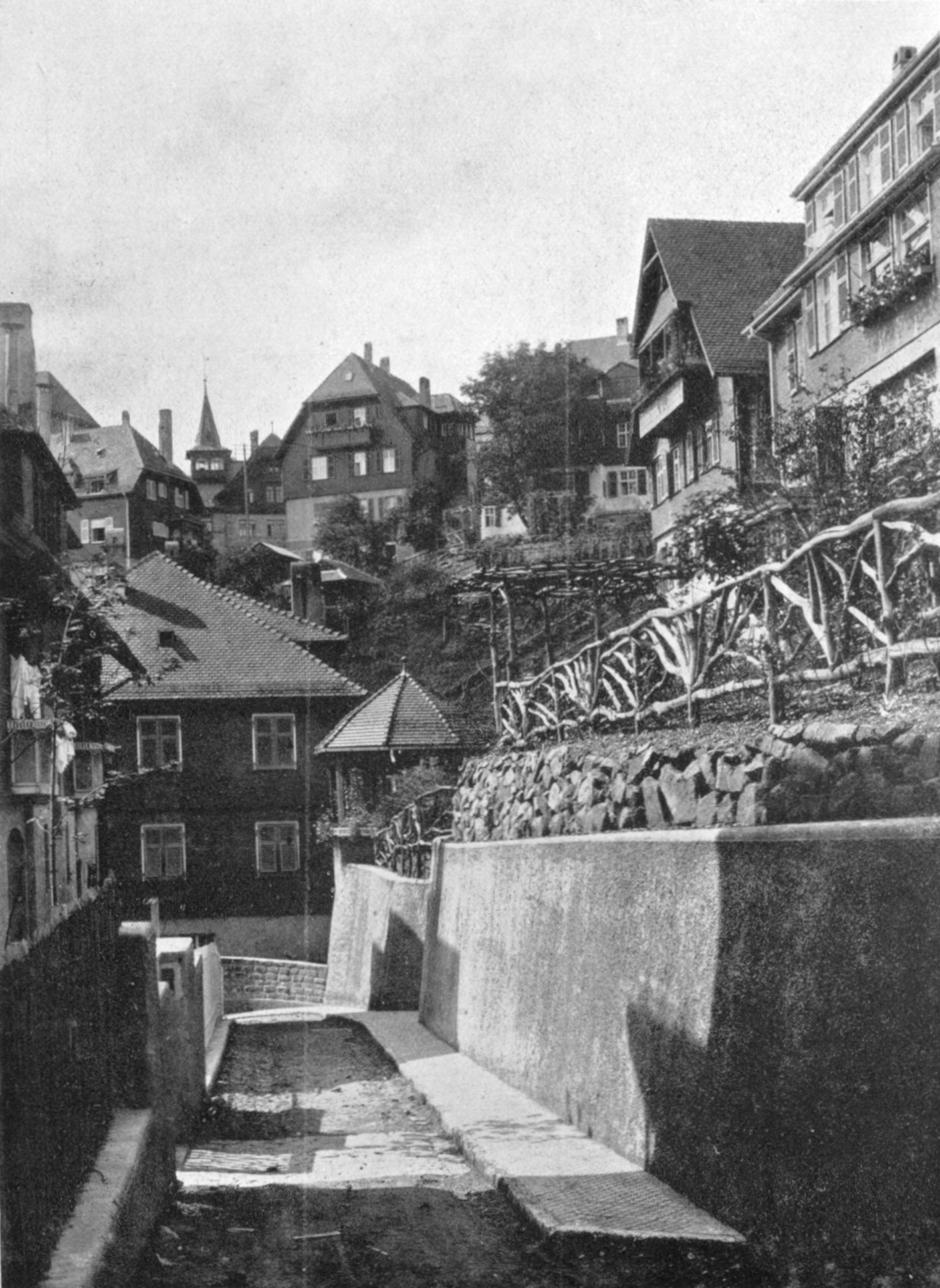
Ansicht E.
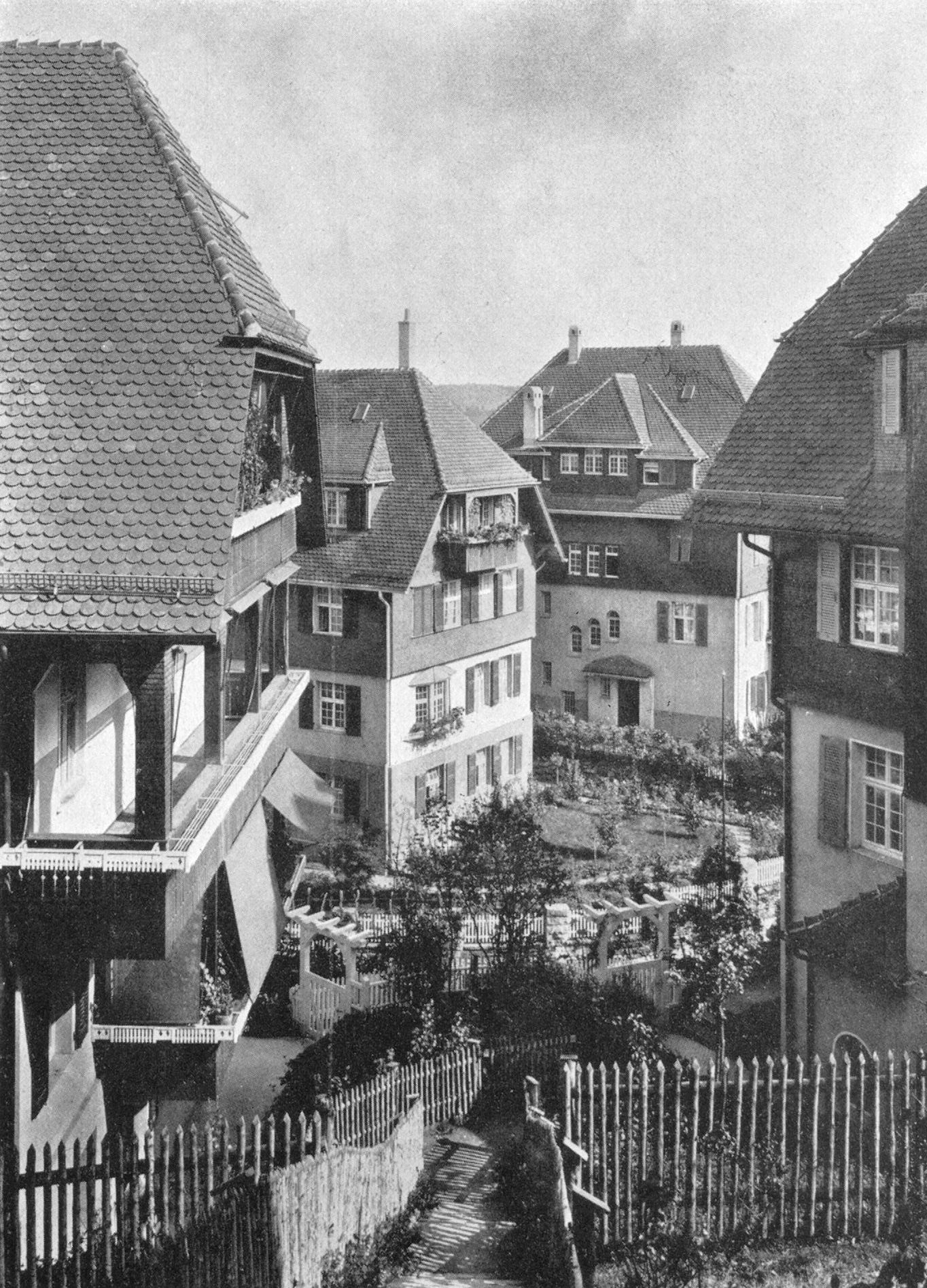
Ansicht F.

### Name

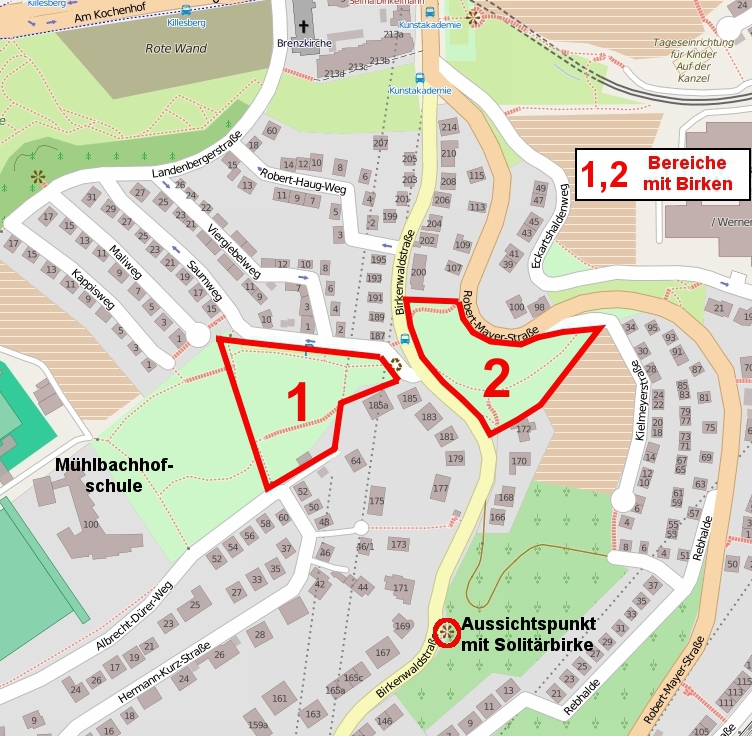
Teile des Flurstücks Birkenwald.

Der seit 1466 nachgewiesene Flurname Birkenwald am oberen Ende der Birkenwaldstraße legt nahe, dass sich früher hier ein Birkenwald befand. Noch heute erinnern südlich der Einmündung der Robert-Mayer-Straße zwei Grünanlagen mit ihrem Birkenbestand an das frühere Erscheinungsbild des Geländes, und etwas weiter südlich befindet sich eine Aussichtsplattform mit einer alten Einzelbirke. Die um 1890 entstandene Birkenwaldstraße erhielt ihren Namen nach dem Flurnamen.
In Anlehnung an den Namen der Birkenwaldstraße wurde die Straße, in der das Birkendörfle erbaut wurde, Birkenstraße genannt. Die Siedlung wurde als Wohnungskolonie Birkenstraße, als Villenkolonie Birkenhöhe oder als Birkendorf bezeichnet, in Anspielung auf die „für die damalige Zeit luxuriöse Bauweise“ der Häuser auch als „Baronenviertel“. Im Volksmund bildete sich offenbar die schwäbische Form Birkendörfle für die Siedlung heraus, die 1957 als offizieller Straßenname übernommen wurde.

## Prominente

### Else Raydt
1913 war „Else Raydt, Kunstmalerin“ laut Adressbuch im ersten Stock des Hauses Birkenstraße 16 in Stuttgart gemeldet. Die Kunstgewerblerin war die Tochter des Chemikers, Erfinders und Unternehmers Wilhelm Carl Raydt. Sie konzipierte vor dem Ersten Weltkrieg Kleider, die ohne einschnürendes Korsett getragen wurden und betrieb eine Werkstatt für Frauenkleidung. Ab 1915 lehrte sie an der Kunstgewerbe- und Handwerkerschule Magdeburg in der Modeklasse. Im Jahr 1921 beförderte man Else Raydt an der Kunstgewerbe- und Handwerkerschule Magdeburg zur Professorin.

### Eva Schroer-Köhrer
Die Schauspielerin Eva Schroer geborene Köhrer wurde 1926 in Radolfzell geboren. Ein Jahr später erwarb die Familie das Haus Birkendörfle 15 in Stuttgart, wo Eva Schroer ihre Kindheit und Jugend verbrachte, bis das Haus 1944 im Zweiten Weltkrieg zerstört wurde. Ihre Erlebnisse im Birkendörfle hat Eva Schroer in dem Zeitzeugnis „Erinnerungen aus Kindertagen – gelebt und erlebt im Birkendörfle in Stuttgart“ niedergelegt. Eva Köhrer wurde Schauspielerin und heiratete den Schauspieler und Regisseur Fred Schroer, den sie nach dem Krieg als Intendanten des Stuttgarter Neuen Theaters (heute Altes Schauspielhaus) kennengelernt hatte. Nach Jahrzehnten als Bühnenschauspielerin lebt sie heute im Allgäu und arbeitet als Rezitatorin, Malerin und Autorin.

### Hugo Distler

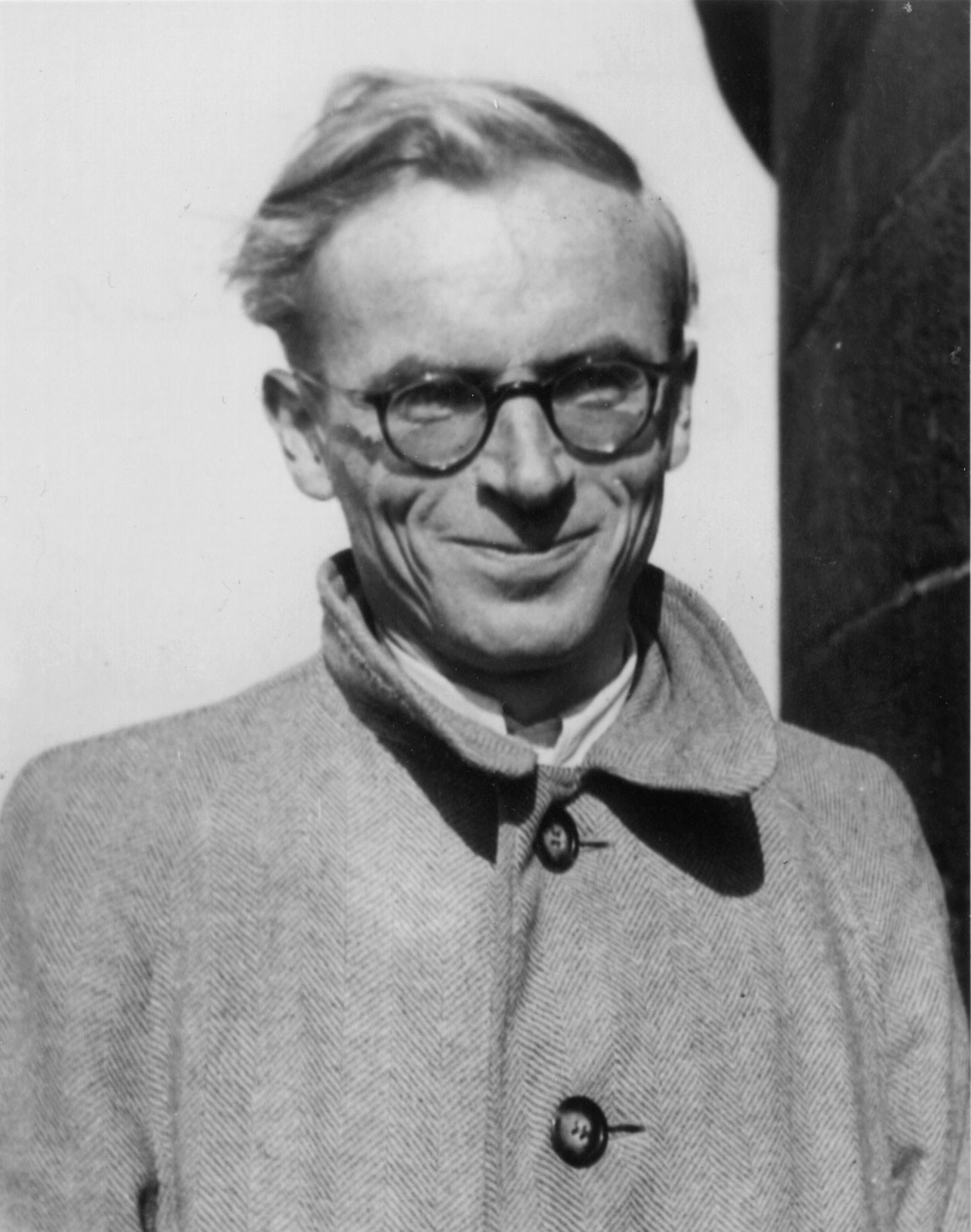
Hugo Distler, 1941.

Der Komponist und evangelische Kirchenmusiker Hugo Distler (1908–1942) gilt als der bedeutendste Vertreter der Erneuerungsbewegung der evangelischen Kirchenmusik nach 1920. Als 1936 in Lübeck eine Aufführung seiner Weihnachtsgeschichte von der Gestapo hintertrieben wurde, nahm er 1937 eine Stelle als Lehrer an der Stuttgarter Hochschule für Musik an. Er wohnte mit seiner Familie im Haus Birkendörfle 15. Es ist nicht bekannt, wie lange er dort wohnte, jedenfalls wurde er 1940 an die Berliner Staatliche Hochschule für Musik berufen und siedelte mit seiner Familie nach Strausberg bei Berlin über. Als er 1942 einen Gestellungsbefehl erhielt, setzte er seinem Leben ein Ende.

### Gebrüder Goldstein
Im Haus Birkendörfle 1 wohnte von 1933 bis 1939 der jüdische Textilgroßhändler Willy Goldstein mit seiner Frau Johanna und seiner Tochter Trudy. Ab 1934 betrieben er und seine drei Brüder ihr Geschäft direkt neben dem Konkurrenzunternehmen der Gebr. Gattmann im Hindenburgbau. Bereits kurze Zeit später übernahmen sie den Tuchgroßhandel der ebenfalls jüdischen Brüder Gattmann, die bereits früh die Zeichen der Zeit erkannt hatten und auswanderten. 1938 wurden die Goldsteins von den Nazis gezwungen, ihre Firma weit unter Wert zu verkaufen, ihr Unternehmen wurde „arisiert“. Am 17. August 1939, unmittelbar vor Ausbruch des Zweiten Weltkrieges und der von den Nazis verfügten Auswanderungssperre, gelang ihnen die Ausreise nach England und später in die USA.

### Allgemein
- Julius Baum (Bearbeiter): Die Stuttgarter Kunst der Gegenwart. Stuttgart 1913, Seite 266.
- Johann Friedrich Häuselmann: Stuttgarter Wohnhausbauten. In: Der Profanbau 1914, Seite 121–152, hier: 122–123, Fotos: 146–149, Pläne: 150–152.
- Bernd Langner: Gemeinnütziger Wohnungsbau um 1900. Karl Hengerers Bauten für den Stuttgarter Verein für das Wohl der arbeitenden Klassen. Stuttgart 1994, Seite 226–230, 239, 244.
- P. Rose: Wohnungskolonie Birkenstraße in Stuttgart. In: Deutsche Bauhütte Band 17, 1913, Seite 646–649.
- Landeshauptstadt Stuttgart, Amt für Stadtplanung und Stadterneuerung, Untere Denkmalschutzbehörde (Herausgeber): Liste der Kulturdenkmale. Unbewegliche Bau- und Kunstdenkmale, Stuttgart 2008, online:.
- Eva Walter; Thomas Pfründel: Die Stuttgarter Straßennamen. Stuttgart 1992, Seite 36.
- Gerd Wurster; Jupp Klegraf; Eva Schroer-Köhrer: 100 Jahre Birkendörfle Stuttgart 1910–2010. Stuttgart 2010.

### Archive
- Stuttgart, Stadtarchiv
  - Adressbücher
  - Straßenkartei